# 82년

## 연호
- 후한(後漢) 건초(建初) 7년

## 기년
- 후한(後漢) 장제(章帝) 7년
- 신라(新羅) 파사 이사금(婆娑泥師今) 3년
- 고구려(高句麗) 태조대왕(太祖大王) 30년
- 백제(百濟) 기루왕(己婁王) 6년

## 사건
- 음력 1월, 신라의 파사 이사금이 영(令)을 내려 말하였다. "지금 창고는 텅 비었고 병기는 무디어져 있다. 만약 수재(水災)나 한재(旱災)가 있거나 변방에 변고가 있으면 무엇으로써 그것을 막겠는가? 마땅히 담당 관청으로 하여금 농사와 누에치기를 권장하게 하고 병기를 벼리어서 뜻밖의 일에 대비하라!". 특히 군사들에 대한 군기를 확립하고 군비를 가다듬었다는 것은 사로국의 수장을 중심으로 하는 체계가 정비되어 갔다는 뜻이다. 하지만, 이 시기의 사로국의 힘은 경주 일대에 머물러 있었다.

## 참고 문헌
- 김부식 (1145), 《삼국사기》 <신라본기 제1권 파사 이사금 條>
- 한국방송공사 (2007년 9월 1일). “KBS 라디오 다큐멘터리 역사를 찾아서 <제150편> 파사이사금, 소국병합에 나서다”. 2016년 12월 30일에 확인함.[깨진 링크(과거 내용 찾기)]